# A Noiva de Frankenstein
Bride of Frankenstein (prt/bra: A Noiva de Frankenstein) é um filme estadunidense de 1935, do gênero terror, dirigido por James Whale, com roteiro de William Hurlbut e John L. Balderston baseado no romance Frankenstein or, the Modern Prometheus, de Mary Wollstonecraft Shelley.
É o segundo filme da Universal Studios com o monstro Frankenstein, após Frankenstein, de 1931 Depois viria Son of Frankenstein (1939), dirigido por Rowland V. Lee.
Em 1985, a Columbia Pictures produziria The Bride, sob a direção de Franc Roddam, com trama inspirada em Bride of Frankenstein. Em 1998, Bill Condon dirigiria Gods and Monsters, que, livremente baseado na vida do diretor James Whale, incluiria várias cenas de Bride of Frankenstein.

## Elenco
- Colin Clive .... Dr. Henry Frankenstein
- Karloff .... Monstro

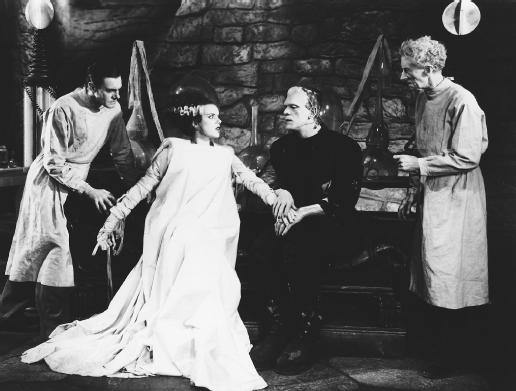
Cena do filme

- Valerie Hobson .... Elizabeth Frankenstein
- Ernest Thesiger .... Dr. Pretorius
- Elsa Lanchester .... Mary Shelley / Companheira do Monstro
- Gavin Gordon .... Lorde Byron
- Douglas Walton .... Percy Shelley
- Una O'Connor .... Minnie
- Lucien Prival .... Albert
- O.P. Heggie .... Hermit
- Reginald Barlow .... Hans
- Mary Gordon .... Esposa de Hans
- Ted Billings .... Ludwig
- John Carradine
- Walter Brennan

## Sinopse
Se o filme anterior o Dr. Frankenstein foi dado como morto, agora ele retorna disposto a aposentar suas experiências maléficas, porém, chantageado por outro cientista que sequestrara sua esposa, ele precisa dar vida a uma nova criatura, desta vez feminina, para ser companheira do monstro.